# パウンドケーキ

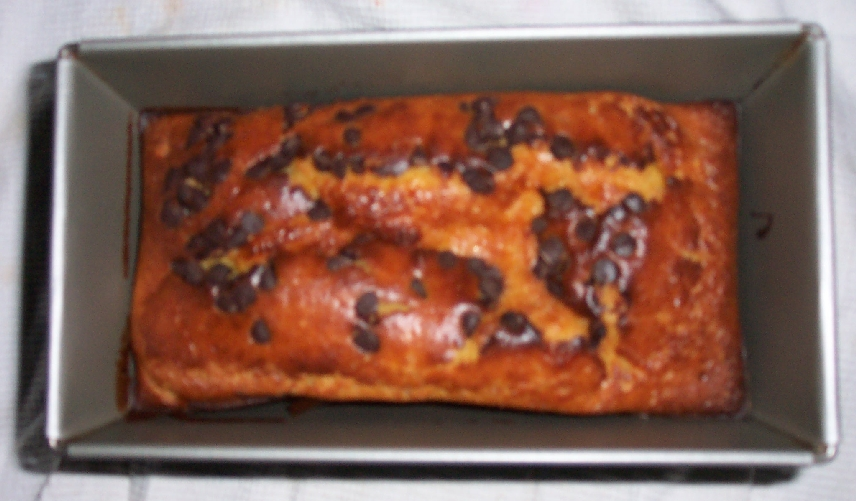
カトルカール

パウンドケーキ（英: pound cake）は、バターケーキの一種。小麦粉、卵、砂糖、バターの4つを基本材料とし、それぞれ1ポンド (pound)ずつ用いたことが名前の由来となっている。仏ブルターニュ地方、イギリス発祥の家庭向けのケーキである。

## 概要
ケーキを材料と調製工程で三分する考え方では、ケーキはパウンドケーキなど膨化が小さく油脂含量が多いバッタータイプ、スポンジケーキなど膨化が大きく油脂含量の少ないフォームタイプ、その中間的な材料と製法で作られるシフォンタイプに分けられる。なお、バッター（batter）とはケーキ焼成前の流動性のある生地の状態をいう。
小麦粉（薄力粉）、卵（鶏卵）、砂糖（上白糖またはグラニュー糖）、油脂（バターまたはショートニング）を等量使用するが、油脂のみ半量にして調製する場合もある。また、バターについてはサラダ油などに置き換えられることもある。膨化剤（ベーキングパウダー）を用いる場合は小麦粉の0.5 - 2%とする。
製法は主材料の混合の方法によってシュガーバッター法とフラワーバッター法に分けられる。
シュガーバッター法（Sugar batter）
1.バターと砂糖半量をクリーム化し、2.卵黄を加えた後、3.卵白と砂糖半量を泡立てたものを加え、4.小麦粉やベーキングパウダーを加える。
フラワーバッター法（Flour batter）
1.バターをクリーム化し、2.小麦粉を加えて混合撹拌した後、3.卵や砂糖を泡立てて加える。
ドライフルーツ、リキュール、蜂蜜、アーモンドなどの木の実を加えたものもある。

## 歴史
フランスではカトルカール（仏: quatre-quarts）といい、「四分の四」の意味。これも小麦粉・バター・砂糖・卵の4つの材料を同量ずつ使うことに由来する (4 = 1×4)。発展形としてレモンピールで香り付けしレモン風味の糖衣をかけたトーフェ（仏: tôt-fait;「すぐにできる」という意味）という同種のケーキも焼かれている。
イギリスでは18世紀初頭に、この種のケーキがレシピ集に登場し始める。当時はケーキを膨らませる技術の過渡期であり、新たに登場した卵で膨らませるケーキの中でも、パウンドケーキは定番として定着した。初期のレシピは材料を撹拌する時間が、現代では考えられないような長時間に設定されているレシピも珍しくなかった。材料費もイースト使用のケーキに比べ高価になるため、上等なケーキとされた。

## パウンドケーキの作り方
以下初期のレシピとその日本語訳である。
バター1ポンドを陶器のボウルに入れ、手で一方向に撹拌して滑らかな濃いクリーム状になるまで混ぜます。その後、卵12個を準備しますが、卵白は半分だけ使います。それらをよく溶きほぐし、バターと混ぜます。次に、小麦粉1ポンドを加え、さらに砂糖1ポンドとキャラウェイ（車輪の実）を少し加えます。すべてを1時間ほど手または大きな木のスプーンでよく混ぜます。型にバターを塗り、生地を流し入れ、速いオーブンで1時間焼きます。
変化をつけたい場合は、クランツ（乾燥レーズンのようなもの）1ポンドを加えることができます。クランツはきれいに洗って選別してください。